# Alex Jordan (graphiste)
Pour les articles homonymes, voir Alex Jordan et Jordan.
 (janvier 2024).
Si vous disposez d'ouvrages ou d'articles de référence ou si vous connaissez des sites web de qualité traitant du thème abordé ici, merci de compléter l'article en donnant les références utiles à sa vérifiabilité et en les liant à la section « Notes et références ».
Alex Jordan est un graphiste, plasticien, photographe et enseignant allemand né en 1947 à Sarrebruck en Allemagne

## Biographie
il est diplômé de l’Académie des beaux-arts de Düsseldorf et Meisterschüler de Joseph Beuys.
En 1976, il quitte l'Allemagne et rejoint le groupe de graphistes Grapus. Après l'éclatement de celui-ci, Alex Jordan fonde l'atelier Nous Travaillons Ensemble avec Ronit Meirovitz et Anette Lenz, qui faisaient partie de son groupe de travail à l'intérieur de Grapus.
Il fonde aussi le collectif de photographe Le bar Floréal en 1985, avec Noak Carrau et André Lejarre. Il est membre de l’Alliance Graphique Internationale depuis 1989 et a enseigné la communication visuelle à l’école des Beaux-arts de Berlin-Weissensee entre 1993 et 2012.
Entre 2000 et 2009, il est membre de l'équipe de direction artistique du Festival international de l'affiche et du graphisme de Chaumont.

## Prix
En 1990,il reçoit avec le collectif Grapus le Grand prix national des arts graphiques.